# Fabien Audard
Pour les articles homonymes, voir Audard.
Fabien Audard, né le 28 mars 1978 à Toulouse en France, est un footballeur français qui a évolué au poste de gardien de but.

## Biographie
Repéré à 18 ans par le Toulouse Football Club, alors qu'il évolue sous les couleurs du Sport Olympique Seyssois, son petit village de naissance. La liquidation judiciaire du TFC en 2001 amène le club toulousain à libérer une grande partie de ses joueurs sous contrat, dont Audard qui vient d'achever la saison comme titulaire dans les cages du club de Haute-Garonne. Il part alors au SC Bastia, mais ne joue aucun match de première division en Corse, où la concurrence est rude avec Nicolas Penneteau, tout jeune titulaire, et la doublure tunisienne Ali Boumnijel. En continuant sa formation avec l'équipe réserve en CFA2, c'est en concurrence avec Jacques Leglib, transfuge du Pau Football Club, qu'il conduira à la promotion en CFA. En fin de saison, Bastia le libère et Fabien rejoint finalement le FC Lorient, où il doit succéder à Stéphane Le Garrec, gardien titulaire lors de la remontée des Merlus en D1.
C'est dans le club breton que le jeune Audard se révèle. Deux ans plus tard, l'AS Monaco, très impressionné par ses performances, décide de le recruter pour suppléer Flavio Roma, alors que dans le même temps, Lorient se fait prêter Rémy Riou, qui deviendra titulaire et révélation du championnat de France.
Fabien Audard ne reste qu'un an dans le club monégasque avant de revenir à Lorient, avec lequel il monte de Ligue 2 en Ligue 1.
Au total, il joue plus de 300 matchs avec le FC Lorient, Ligue 1 et Ligue 2 confondues.
Il prolonge son contrat d'un an à l'issue de la saison 2013-2014 tout en laissant la place de titulaire à Benjamin Lecomte
À l'issue de la saison 2014-2015, il décide de mettre un terme à sa carrière de footballeur professionnel. Il joue son dernier match de Ligue 1 au Moustoir face à Monaco. Il rentre à la 87e minute à la place de Benjamin Lecomte et joue donc ces 6 dernières minutes de footballeur professionnel.
Il est élu en juin 2020 au conseil municipal de Lorient sur la liste du maire Fabrice Loher, et devient adjoint aux sports.

## Distinction personnelle
- Élu meilleur gardien du Championnat de France de football de deuxième division en 2006[3]

## Statistiques
| Saison                | Club                  | Championnat           | Championnat | Championnat | Championnat | Coupe nationale | Coupe nationale | Coupe nationale | Coupe de la Ligue | Coupe de la Ligue | Coupe de la Ligue | Compétition(s) continentale(s) | Compétition(s) continentale(s) | Compétition(s) continentale(s) | Compétition(s) continentale(s) | Total | Total | Total |
| Saison                | Club                  | Division              | M.          | B.          | P.d.        | M.              | B.              | P.d.            | M.                | B.                | P.d.              | Comp.                          | M.                             | B.                             | P.d.                           | M.    | B.    | P.d.  |
| 1998-1999             | Toulouse FC           | Division 1            | 1           | 0           | 0           | -               | -               | -               | -                 | -                 | -                 | -                              | -                              | -                              | -                              | 1     | 0     | 0     |
| 1999-2000             | Toulouse FC           | Division 2            | 4           | 0           | 0           | -               | -               | -               | 3                 | 0                 | 0                 | -                              | -                              | -                              | -                              | 7     | 0     | 0     |
| 2000-2001             | Toulouse FC           | Division 1            | 5           | 0           | 0           | -               | -               | -               | -                 | -                 | -                 | -                              | -                              | -                              | -                              | 5     | 0     | 0     |
| Sous-total            | Sous-total            | Sous-total            | 10          | 0           | 0           | 0               | 0               | 0               | 3                 | 0                 | 0                 | -                              | 0                              | 0                              | 0                              | 13    | 0     | 0     |
| 2001-2002             | SC Bastia (prêt)      | Division 1            | -           | -           | -           | -               | -               | -               | -                 | -                 | -                 | CI                             | -                              | -                              | -                              | 0     | 0     | 0     |
| 2002-2003             | FC Lorient (prêt)     | Ligue 2               | 30          | 0           | 0           | 4               | 0               | 0               | 1                 | 0                 | 0                 | C3                             | 2                              | 0                              | 0                              | 37    | 0     | 0     |
| 2003-2004             | FC Lorient            | Ligue 2               | 25          | 0           | 0           | 2               | 0               | 0               | 2                 | 0                 | 0                 | -                              | -                              | -                              | -                              | 29    | 0     | 0     |
| 2005-2006             | FC Lorient            | Ligue 2               | 37          | 0           | 0           | 3               | 0               | 0               | 2                 | 0                 | 0                 | -                              | -                              | -                              | -                              | 42    | 0     | 0     |
| 2006-2007             | FC Lorient            | Ligue 1               | 12          | 0           | 0           | -               | -               | -               | 1                 | 0                 | 0                 | -                              | -                              | -                              | -                              | 13    | 0     | 0     |
| 2007-2008             | FC Lorient            | Ligue 1               | 38          | 0           | 0           | 2               | 0               | 0               | -                 | -                 | -                 | -                              | -                              | -                              | -                              | 40    | 0     | 0     |
| 2008-2009             | FC Lorient            | Ligue 1               | 28          | 0           | 0           | 1               | 0               | 0               | 1                 | 0                 | 0                 | -                              | -                              | -                              | -                              | 30    | 0     | 0     |
| 2009-2010             | FC Lorient            | Ligue 1               | 35          | 0           | 0           | 1               | 0               | 0               | 3                 | 0                 | 0                 | -                              | -                              | -                              | -                              | 39    | 0     | 0     |
| 2010-2011             | FC Lorient            | Ligue 1               | 29          | 0           | 0           | 4               | 0               | 0               | 1                 | 0                 | 0                 | -                              | -                              | -                              | -                              | 34    | 0     | 0     |
| 2011-2012             | FC Lorient            | Ligue 1               | 29          | 0           | 0           | 1               | 0               | 0               | 1                 | 0                 | 0                 | -                              | -                              | -                              | -                              | 31    | 0     | 0     |
| 2012-2013             | FC Lorient            | Ligue 1               | 34          | 0           | 0           | -               | -               | -               | -                 | -                 | -                 | -                              | -                              | -                              | -                              | 34    | 0     | 0     |
| 2013-2014             | FC Lorient            | Ligue 1               | 23          | 0           | 0           | 1               | 0               | 0               | -                 | -                 | -                 | -                              | -                              | -                              | -                              | 24    | 0     | 0     |
| 2014-2015             | FC Lorient            | Ligue 1               | 1           | 0           | 0           | -               | -               | -               | -                 | -                 | -                 | -                              | -                              | -                              | -                              | 1     | 0     | 0     |
| Sous-total            | Sous-total            | Sous-total            | 321         | 0           | 0           | 19              | 0               | 0               | 12                | 0                 | 0                 | -                              | 2                              | 0                              | 0                              | 354   | 0     | 0     |
| 2004-2005             | AS Monaco (prêt)      | Ligue 1               | 4           | 0           | 0           | 1               | 0               | 0               | 3                 | 0                 | 0                 | C1                             | -                              | -                              | -                              | 8     | 0     | 0     |
| Total sur la carrière | Total sur la carrière | Total sur la carrière | 335         | 0           | 0           | 20              | 0               | 0               | 18                | 0                 | 0                 | -                              | 2                              | 0                              | 0                              | 375   | 0     | 0     |

## Divers
- 1er match en Ligue 1 : 3 octobre 1998 : Marseille-Toulouse (2-0)